# انقلاب 1977 في سيشل
كان انقلاب سيشيل 1977 انقلابًا غير دموي، حدث في سيشيل الواقعة في شرق إفريقيا والمحيط الهندي في 4 - 5 يونيو 1977. ما بين 60 و200 من مؤيدي حزب سيشل الشعبي المتحد (SPUP)، الذي كان يتدرب في تنزانيا، أطاح بالرئيس جيمس مونشو من الحزب الديمقراطي السيشيلي (SDP) أثناء حضوره اجتماع رؤساء حكومات الكومنولث في لندن، المملكة المتحدة.

## تفاصيل الانقلاب
سيطر المتمردون على النقاط الاستراتيجية في جزيرة ماهيه الرئيسية، حيث تقع العاصمة فيكتوريا. وتم الاستيلاء على مركز الشرطة «عمليا دون إطلاق رصاصة.» في المقابل، حدث تبادل لإطلاق النار في مركز شرطة مونت فلوري، حيث تم الاحتفاظ بالترسانة. قُتل شرطي وأحد المتمردين في القتال.
اعتقل المتآمرون ستة من ضباط القوات المسلحة البريطانية، الذين كانوا يقدمون المشورة لقوات شرطة سيشيل منذ عام 1976، عندما حصلت سيشيل على استقلالها عن المملكة المتحدة. تم نقل الضباط وعائلاتهم، وكذلك رئيس قضاة المحكمة العليا، أدريان أوبراين كوين، وهو قاض من جمهورية أيرلندا على سبيل الإعارة بالمثل من حكومته، إلى أوروبا.

## بعد الانقلاب
أدّى زعيم حزب سيشل الشعبي المتحد ورئيس الوزراء فرانس-ألبير رينيه اليمين كرئيس وشكل حكومة جديدة، ونفى معرفته بأمر الانقلاب.
عندما اتصل المتمردون، قيل إن رينيه وافق على الرئاسة بثلاثة شروط: ضمان سلامة الأفراد السياسيين، وبقاء الاتفاقيات الدولية سارية (بما في ذلك الاتفاق الذي يسمح للولايات المتحدة بالحفاظ على محطة تتبع فضائية تابعة لقوات الأمن والتعاون في ماهيه)، وأن يتم التخطيط للانتخابات في عام 1978. (جرت في النهاية عام 1979).